# The Last: Naruto the Movie
The Last: Naruto the Movie (ザ・ラスト -NARUTO THE MOVIE-?) è un film d'animazione del 2014 diretto da Tsuneo Kobayashi.
Decima pellicola tratta dalla serie manga Naruto del mangaka Masashi Kishimoto, settima ambientata durante la serie Naruto Shippuden. L'autore ha partecipato attivamente al progetto, avendo scritto il soggetto originale del film e avendo assunto il ruolo di character designer e di supervisore generale alle animazioni. Il film è uscito nelle sale nipponiche il 6 dicembre 2014, mentre un romanzo basato sul film, scritto dallo sceneggiatore dello stesso, Maruo Kyozuka, è uscito in Giappone l'8 dicembre dello stesso anno.
A differenza dei lungometraggi precedenti, The Last è il primo film della serie ad essere una parte ufficiale della saga di Naruto, situandosi narrativamente tra gli ultimi due capitoli del manga originale. Il film funge inoltre da primo elemento del "Naruto: Shinjidai Kaimaku Project" (ＮＡＲＵＴＯ‐ナルト‐新時代開幕プロジェクト?, Naruto: Shinjidai Kaimaku Purojekuto, lett. progetto di apertura di una nuova era di Naruto), ovvero dell'insieme dei progetti mediatici e delle iniziative organizzate per celebrare il quindicesimo anno di tiratura del manga.

## Trama
Due anni dopo la fine della quarta grande guerra ninja, per motivi sconosciuti la luna si sta avvicinando sempre più alla terra. Nel mentre, Naruto Uzumaki, grazie al valore dimostrato nella guerra, è diventato celebre e ammirato da numerose ragazze e ninja di Konoha e di tutto il mondo. Hinata Hyuga, da sempre innamorata di lui, tenta di dichiararsi donandogli una sciarpa rossa cucita da lei stessa, ma sarà contrastata nell'impresa dalla sua timidezza e dalla popolarità di cui gode Naruto tra le ragazze. Dopo l'ennesimo tentativo, Hinata viene rapita dal misterioso e potente Toneri Otsutsuki, discendente di Hamura Otsutsuki, giunto a Konoha unicamente per rapirla. Contrastato nell'impresa da Naruto, Toneri rapisce la sorella minore di Hinata, Hanabi, sparendo subito dopo.
Dopo un summit dei cinque kage, il sesto Hokage Kakashi Hatake ordina a Naruto, Hinata, Sakura, Sai e Shikamaru di partire per una missione per salvare Hanabi e neutralizzare Toneri Otsutsuki, sospettato di essere l'artefice del piano della caduta della luna e della conseguente distruzione della terra, consegna inoltre a Shikamaru un sigillo che rivela al gruppo quanto tempo ha a disposizione per fermare Toneri prima che la luna cada sulla terra. Durante la missione, che si rivela sin da subito molto insidiosa, Naruto e gli altri cadono in una trappola di Toneri, che ingabbia i ninja in un genjutsu che li fa addormentare e rivivere alcuni ricordi. Prima che Sakura riesca a spezzare l'arte magica, risvegliando i compagni, Naruto ha modo di ricordare molti avvenimenti vissuti assieme a Hinata, questa volta però da una differente prospettiva, tale da fargli comprendere il duraturo amore della ragazza nei suoi confronti. Colpito da ciò, al risveglio e durante il proseguimento della missione Naruto si invaghisce sempre più di Hinata, fino a comprendere di essere innamorato di lei, ricambiando i sentimenti della ragazza. Quando infine Naruto ha l'occasione di confessare il suo amore a Hinata, Toneri riappare, rivendicando il rapimento di Hanabi e chiedendo ad Hinata di diventare sua moglie; quindi rapisce la ragazza, senza alcuna apparente resistenza di quest'ultima.
Sconfitto da Toneri nel tentativo di liberare Hinata, Naruto, dopo un primo momento di sconforto, riparte assieme a Sakura, Sai e Shikamaru alla volta della base di Toneri, situata sulla luna, dopo che quest'ultimo ha trapiantato in sé gli occhi di Hanabi, risvegliando così il potere dell'arte oculare suprema, il "Tenseigan" (転生眼). Nel frattempo, nel palazzo di Toneri, Hinata, a conoscenza dell'esistenza e del micidiale potere del Tenseigan grazie allo spirito di Hamura Otsutsuki, apparso a lei tramite una tecnica dello stesso Hamura in cui era caduta prima di venir rapita, tenta di distruggere la fonte d'energia del Tenseigan, un'enorme sfera splendente generata dal sigillamento nel corso dei secoli di numerosi Byakugan. È proprio questa sfera d'energia, posta sotto il controllo di Toneri, a dargli la forza di pilotare la luna verso la terra. Scoperta da Toneri, che comprende di non essere amato dalla ragazza e di essere stato usato da lei come mezzo per arrivare al Tenseigan, Hinata viene posta sotto il suo controllo tramite una tecnica.
Mentre con il procedere della caduta della luna i ninja di ogni paese tentano di difendersi dall'impatto di numerosi meteoriti (con un breve intervento perfino di Sasuke), Naruto riesce ad impedire il matrimonio tra Hinata e Toneri, sabotando assieme a Hinata i suoi piani e ingaggiando subito dopo un violento scontro con Toneri, che sfrutta al massimo grado il potere del Tenseigan. Naruto, risvegliato il potere della Volpe a Nove Code e supportato da Hinata, riesce quindi a sconfiggere il nemico, che senza più energie è costretto a interrompere definitivamente la caduta della luna sulla terra. Sakura, Sai e Shikamaru nel frattempo portano in salvo Hanabi, la quale riottiene i suoi occhi dopo la disfatta di Toneri. Quest'ultimo, capendo di aver mal interpretato il volere del suo antenato, decide di abbandonare i suoi piani e di rimanere sulla luna come penitenza. Scongiurata la catastrofe, il gruppo torna sulla Terra dove Naruto dichiara nuovamente il suo amore a Hinata, e i due si baciano davanti alla luna.
Nei titoli di coda viene mostrato il matrimonio fra Naruto e Hinata, a cui assistono numerosi amici e parenti. Nell'epilogo del film Naruto e Hinata, alcuni anni dopo, durante una mattina d'inverno, iniziano a giocare con i loro due figli: Boruto e Himawari.

## Personaggi

### Toneri Ootsutsuki
Toneri Ootsutsuki (大筒木トネリ, Ōtsutsuki Toneri) è l'antagonista principale del film.
Egli è l'ultimo discendente rimasto in vita di Hamura Otsustsuki, il fratello dell'Eremita delle Sei Vie. Appartenente alla casata cadetta del Clan Otsutsuki, non possiede gli occhi. Determinato a compiere il voto millenario fatto dal suo clan di distruggere i terrestri facendo cadere la Luna sulla Terra, si reca su quest'ultima deciso a prendere gli occhi di Hanabi Hyuga. Grazie ad essi e combinando la potenza delle innumerevoli generazioni di Byakugan sigillati dal Clan Otsutsuki, risveglia il Tenseigan. Rapisce poi Hinata per sposarla e riportare in vita il suo clan, ma viene sconfitto da lei e Naruto che riescono a recuperare gli occhi di Hanabi. Compreso di aver travisato le intenzioni del suo antenato, decide di rimanere sulla Luna per sempre come penitenza delle sue azioni.
Dopo essersi trapiantato il Byakugan di Hanabi, risveglia il Tenseigan che gli consente di entrare nella Modalità Tenseigan Chakra, ottenendo forza, velocità e resistenza pari alla Modalità Volpe di Naruto. Può utilizzare i cinque elementi base oltre all'Arte dello Yin-Yang, grazie ai quali può richiamare le Sfere della Verità (Gudodama). Toneri inoltre è in grado di utilizzare una forma avanzata della Tecnica del Marionettista con la quale inserisce nel corpo dell'individuo che vuole controllare una sfera di chakra con la quale ne manovra il pensiero.

## Produzione
Il film viene annunciato nel trentacinquesimo numero del 2014 della rivista di Shūeisha Weekly Shōnen Jump, diventando il decimo film di Naruto. Il film si pone nell'arco temporale situato tra il capitolo 699 e il capitolo 700 del manga originale. Masashi Kishimoto si è occupato in prima persona del character design di tutti i personaggi, creando più versioni per ognuno di loro e donando loro un aspetto più maturo, coerentemente con la loro crescita.. L'idea di far regalare da Hinata una sciarpa rossa come regalo d'amore a Naruto deriva da un episodio vissuto dallo stesso Kishimoto con la moglie, avendo ricevuto in regalo lo stesso oggetto.
La canzone del film è Hoshi no Utsuwa, composta ed interpretata dal duo Sukima Switch, messa in vendita a partire dal 3 dicembre 2014. Nana Mizuki, doppiatrice originale di Hinata Hyuga, ha inciso inoltre una canzone basata sul suo personaggio, Fuyu no Owari ni, pubblicata come seconda canzone ufficiale del film e venduta come singolo in Giappone a partire dal 17 dicembre 2014. Assieme al DVD/BD, in Giappone è stato distribuito un ulteriore singolo eseguito da Junko Takeuchi, doppiatrice originale di Naruto, basato sul suo personaggio, dal titolo Itsu No Hi Ni Mo.
Il 29 ottobre è stato annunciato Jun Fukuyama come doppiatore dell'antagonista della pellicola Toneri Otsutsuki, mentre il resto dei doppiatori è formato dallo stesso cast della serie televisiva, rimasto praticamente invariato.

## Colonna sonora
Un album contenente la colonna sonora del film The Last di Naruto è stato pubblicato da Aniplex il 3 dicembre 2014. Tutte le tracce sono state composte da Yasuharu Takanashi, il quale ha composto pure la colonna sonora della serie principale Naruto Shippuden.

### Tracce
1. NARUTO Main Theme '14 – 1:00
2. New Moon – 0:58
3. Friend – 0:42
4. First Love – 0:58
5. Lunar Eclipse – 0:41
6. Little Song – 1:38
7. Different Sky – 1:03
8. Black Bird – 0:29
9. Crescent Moon – 2:18
10. Crisis – 1:29
11. Day Dream – 2:05
12. Daymare – 2:01
13. Snow – 1:57
14. TONERI – 0:51
15. Cave – 1:56
16. Caution – 1:01
17. Close to You – 0:54
18. Shadow – 0:50
19. The Day – 2:13
20. Good-bye Forever – 3:19
21. Frozen Field – 0:50
22. Old Stories – 3:37
23. and Dark – 1:43
24. Destiny – 2:01
25. Night to Night – 1:26
26. Cache – 1:04
27. Remember You – 0:51
28. Blue Black – 2:20
29. Stardust – 1:57
30. Recapture – 1:59
31. Red Shoes – 1:22
32. Unison – 1:55
33. Counterattack – 0:54
34. My Sunshine – 1:06
35. Chain Explosion – 6:22
36. The Last – 4:18
37. Moonset – 2:32
38. Sunrise – 0:57
39. New Breeze – 0:42
40. NARUTO and HINATA – 4:02
41. After Story – 0:22

Durata totale: 70:43

## Distribuzione
In Giappone, al primo milione di spettatori è stato dato in omaggio il databook ufficiale del film Official Movie Book Naruto Hiden Retsu no Sho in omaggio, contenente le schede dei personaggi presenti nel film, alcune curiosità e un capitolo supplementare originale scritto da Kishimoto, riguardante un appuntamento tra Naruto e Hinata successivo agli eventi del film. Oltre al biglietto normale, è stato creato anche un apposito biglietto premium messo in vendita dal 18 ottobre che ha dato all'acquirente la possibilità di avere una cover ispirata agli sketch dei personaggi di Naruto, Sasuke o Kakashi.
Il film è stato distribuito per la prima volta nei cinema dei paesi anglosassoni (in Australia e in Nuova Zelanda il 17 gennaio, negli Stati Uniti il 20 febbraio) in originale con sottotitoli in inglese. Il film è distribuito in Giappone in BD/DVD dal 22 luglio 2015.
In Italia è stato distribuito nei cinema dal 4 al 6 novembre 2024 da Yamato Video e Nexo Digital.

### Edizione italiana
Il doppiaggio italiano del film è stato eseguito dalla X-Trim Solutions e diretto da Massimo Di Benedetto su dialoghi di Andrea Rotolo. Rispetto alla serie e ai film precedenti, il termine ninja è lasciato nell'originale shinobi.  

## Accoglienza
Il film ha incassato oltre 515 milioni di yen nella prima giornata di proiezione, guadagnando oltre il 150% in più del film precedente, Naruto: La via dei ninja, diventando in breve il film del franchise col miglior debutto cinematografico. Dopo tre settimane di proiezione il film ha incassato 1,29 miliardi di yen e ad inizio gennaio si è rilevata una somma di 1,75 miliardi di yen incassati al botteghino, diventando così il più alto incasso totale per un film di Naruto e uno dei maggiori incassi cinematografici dell'anno in madrepatria. Alla fine del periodo di proiezione nelle sale, per il film è stato rilevato un incasso totale di 2 miliardi di yen, incasso che sarà superato, all'interno dei film della saga, solo dal successivo Boruto: Naruto the Movie.

## Sequel
Alla fine della pellicola, è stato annunciato per agosto 2015 il nuovo film della saga, l'undicesimo complessivo di Naruto, anche questo facente parte del "Naruto Shin Jidai Kaimaku Project". Il film è intitolato Boruto: Naruto the Movie e ha come protagonista Boruto Uzumaki, il figlio primogenito di Naruto Uzumaki e Hinata Hyuga.